# Capitol (Offenbach am Main)

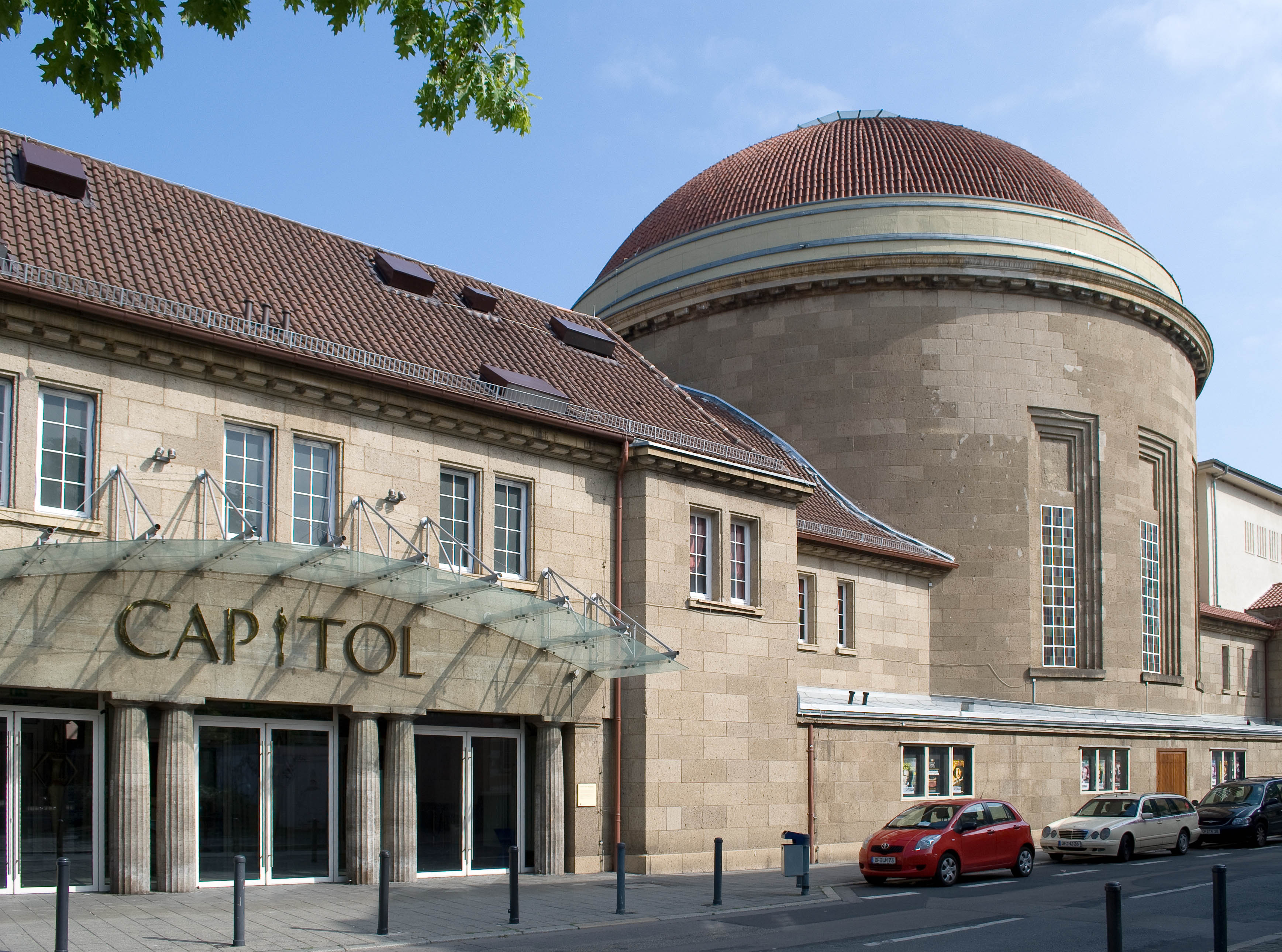
Capitol Haupteingang Goethestraße

Das Capitol in Offenbach am Main ist die ehemalige Synagoge an der Kaiserstraße und heute ein Kultur- und Veranstaltungszentrum.

## Gebäude

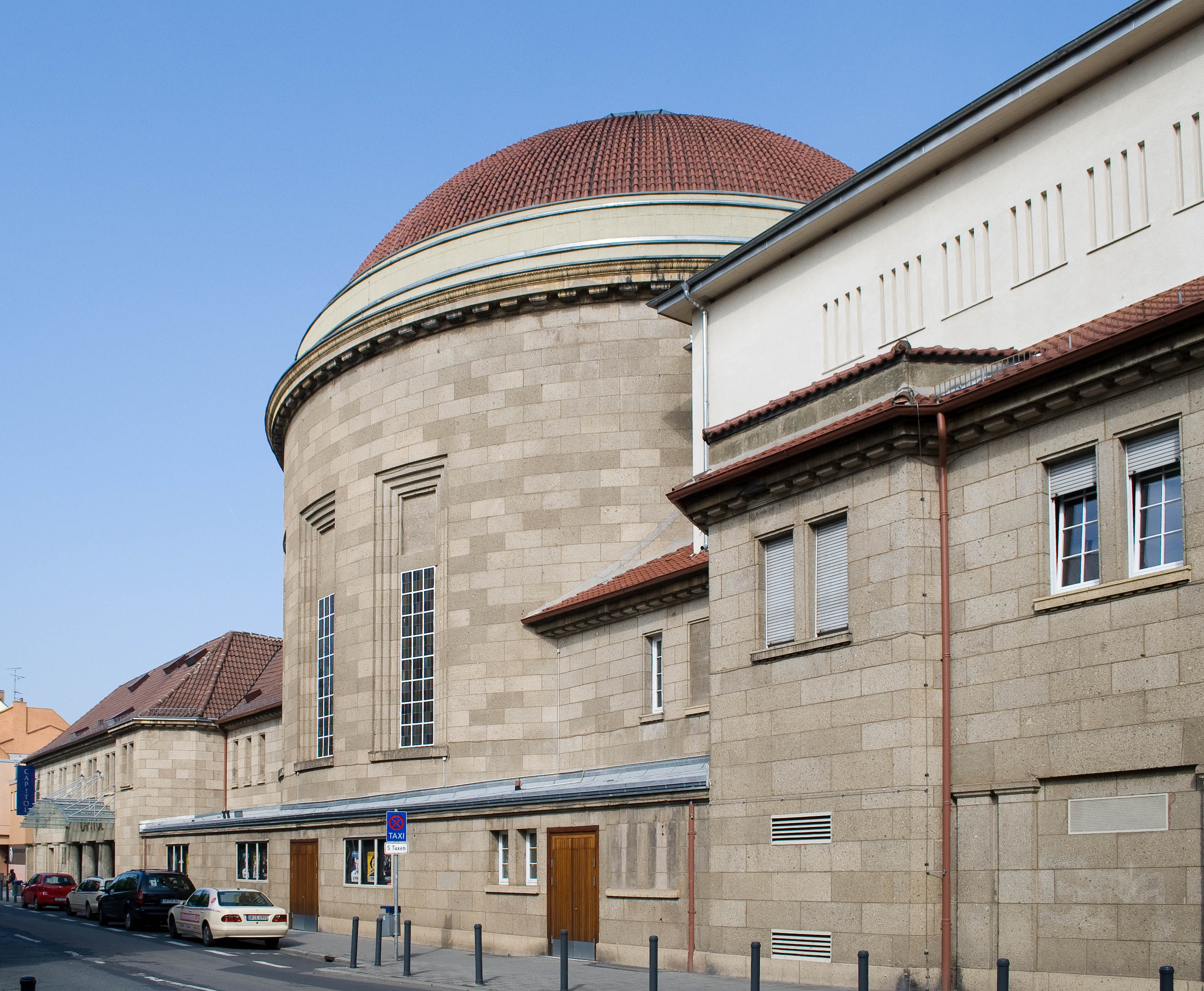
Kuppelbau vom Ostflügel

Das Capitol ist eine dreiteilige Baugruppe mit mittigem Kuppelbau im Stil des Neoklassizismus. Es wurde 1913–1916 als Synagoge errichtet. Der Synagogen-Neubau wurde unter anderen von Siegfried Guggenheim initiiert, nachdem die Vorgänger-Synagoge zu klein geworden war. 1912 wurde ein Architektenwettbewerb unter hessischen Architekten ausgeschrieben. Unter den 94 eingereichten Entwürfen wurde am 24. April 1912 der 1. Preis dem des Offenbacher Architekten Fritz Schwarz zuerkannt, den 2. Preis mit 1800 Mark erhielt der Entwurf des Architekten Heinz Stumpf (Darmstadt) und den 3. Preis mit 1200 Mark der von Paul Meissner. Fritz Schwarz führte zusammen mit Karl Wagner (der an der Modifizierung des Wettbewerbsentwurfs beteiligt war) und Richard Throll (zuständig für die Innenausstattung) den Bau aus. Als Baukosten wurden 500.000 Mark angesetzt. Aufsehen erregte damals die 30 Meter hohe Kuppel aus Eisenbeton. Der Hauptraum bot Sitzplätze für ca. 775 Personen. Neben dem Hauptraum wies die Synagoge das volle Raumprogramm eines jüdischen Gemeindezentrums auf. Dort fanden auch Kulturveranstaltungen, wie Konzerte und Theateraufführungen, statt.
Das Gebäude ist ein Kulturdenkmal nach dem Hessischen Denkmalschutzgesetz.
Als Synagoge war das Bauwerk eine europäische Nachempfindung des Tempels zu Jerusalem. Sie besaß einen von Säulen umstandenen Vorhof, in den eigentlich noch ein Brunnen integriert werden sollte, der jedoch nie gebaut wurde. Die Vorhalle hatte eine Kassettendecke und antikisierende Beleuchtungskörper. Zwei Durchgänge unter der Empore führten in den Gebetsraum, eine Rotunde, die in 18 Metern Höhe ein umlaufendes Gesims mit Akanthusblättern besaß. Darüber erhob sich die in Gelb und Gold gehaltene, mit Sternen verzierte Kuppel mit Glaslaterne.
Bei der Einweihung der Synagoge am 16. April 1916 hielt Rabbiner Israel Goldschmidt den Festgottesdienst. Der damalige erste Gemeindevorstand Max Goldschmidt erklärte in seiner Rede, man habe sich nun einen Platz an der Sonne erobert und wolle diesen behaupten. Die künstlerische Ausgestaltung der Synagoge hob er in einer Festschrift zur Einweihung noch besonders hervor: Die Künste müssten die Aufgabe übernehmen, der Andacht den Weg zum Herzen der Gläubigen zu bahnen, denn das nervöse moderne Geschlecht sei nicht mehr in der Lage, sich ohne derartige Hilfsmittel unmittelbar von einem Gefühl in das andere zu versenken. Die Atmosphäre des Gebäudes wurde noch Jahrzehnte nach seiner Errichtung gewürdigt; so bezeichnete etwa Dieter Bartetzko die Offenbacher Synagoge als ein markantes Beispiel der letzten Hochblüte des Synagogenbaus in Deutschland.
Wie die meisten größeren Synagogen ihrer Zeit wurde die Offenbacher Synagoge an der Goethestraße auch mit einer Orgel ausgestattet. Schon die Synagoge an der Großen Marktstraße hatte ein Instrument besessen; allerdings hatte es sich dabei nur um ein Harmonium gehandelt. Die neue Orgel dagegen war 1916 die größte Orgel Offenbachs. Bei ihrer Einweihung wurde sie von Heinrich Fritz gespielt, beim ersten Konzert in der Synagoge am 25. Oktober 1916, an dem auch die Mezzosopranistin Else Dröll-Pfaff mitwirkte, saß Karl Breidenstein am Spieltisch. Breidenstein hatte die Orgel zusammen mit der Erbauer-Werkstatt Walcker entworfen. Außer Heinrich Fritz, der die Offenbacher Orgel offenbar regelmäßig spielte, war auch ein Frankfurter Kapellmeister namens Meier in der Synagoge tätig. Als Kantor wirkte Markus Gottlieb. Unter Max Dienemann wurden 1920 auch expressionistische Abendfeiern mit Werken von Arnold Schönberg und anderen progressiven Komponisten veranstaltet.
Die Orgel in der Offenbacher Synagoge war Opus 1849 der Firma Walcker. Sie war nach der Elsässer Reform entworfen und auch optisch sehr fortschrittlich gestaltet. Auf einem runden Grundriss erhoben sich gleich lange Pfeifen, über denen sich eine sehr flache, kegelförmige Haube befand. Die Pfeifen waren aus 75%igem Zinn gefertigt. Die Orgel besaß 35 klingende Register auf drei Manualen und Pedal. Sie hatte noch eine rein pneumatische Technik, aber einen modern gestalteten Spieltisch, an dem unter anderem eine Messuhr den Stand des Generalcrescendos anzeigte, das mit den Füßen zu bedienen war.

## Geschichte
In der sogenannten Reichskristallnacht am 9./10. November 1938 wurde die Synagoge geschändet und die Inneneinrichtung durch Brandstiftung zerstört. Da dem Gebäude aber Stabilität und nutzbringende Verwendungsmöglichkeiten zugestanden wurden, wurde es nicht demoliert. Die Stadt Offenbach kaufte die ehemalige Synagoge zu einem Preis von 31.000 Reichsmark an und verkaufte sie im Jahr 1940 für 34.000 Reichsmark an Lina und Georg Ruttmann.
Das Ehepaar Ruttmann war bereits seit 22 Jahren in Offenbach im Kinogeschäft tätig, hatte schon 1918 die ehemalige Synagoge an der Großen Marktstraße angekauft und zum Kino umgebaut und erstand in der Zeit des Nationalsozialismus auch die Villa des ehemaligen Rowenta-Managers Sali Lorch am Adolf-Hitler-Ring (vormals und später wieder August-Bebel-Ring) 18 zu einem günstigen Preis. In diesem Haus versteckten die Ruttmanns noch die Großmutter Lorch, bis diese ihrer Familie in die Emigration folgen konnte. Lina Ruttmann berief sich nach dem Krieg auf das angeblich immer gute Verhältnis zur jüdischen Gemeinde in Offenbach; Georg Ruttmann, der im Haus war, als die Villa am 4. Oktober 1943 durch Bomben zerstört wurde, war allerdings Mitglied der NSDAP und das Ehepaar profitierte offenkundig von den Verbindungen zu den damaligen Machthabern.
Das Ehepaar Ruttmann ließ die ehemalige Synagoge durch den Offenbacher Architekten Carl Müller, einen Schüler von Dominikus Böhm, zu einem Premierenkino mit 940 Plätzen umgestalten. In das Bauwerk wurde eine 21 Meter breite runde Zwischendecke eingezogen; die darüber befindliche Kuppel wurde dabei zwar beschädigt, aber nicht zerstört.
Müller bezog von Anfang an das Vorhandensein einer Orgel in seine Kinopläne ein. Gestaltet wurde sie als Farbenorgel, das heißt, die einzelnen Pfeifenreihen konnten je nach Stimmung des gespielten Stücks farbig illuminiert werden. Der Spieltisch war versenkbar und wurde mit einer Hebebühne der Marke Marathon zu Beginn der Vorstellung hochgefahren. Die Kinoorgel im Offenbacher National-Theater war wahrscheinlich die letzte vor Ende des Zweiten Weltkriegs in ein Kino in Deutschland eingebaute Konzertorgel und stellte eigentlich einen Anachronismus dar, da seit dem Ende der Stummfilmzeit auf dieses Ausstattungsstück meist verzichtet wurde. Die Offenbacher Farbenorgel entsprach dem mittleren Modell der von Alexander László entwickelten russischen Farbenmusik. Eingebaut wurde sie im September 1941, nachdem bereits im Juni desselben Jahres ein Flügel durch die UFA geliefert worden war. Die sichtbaren Pfeifen waren aus Zink, den Prospekt gestaltete Tom Sigl. Das Instrument mit vier sichtbaren, aber wohl nur drei klingenden Pfeifenreihen wurde wiederum von der Orgelbauwerkstatt Walcker geliefert. In einer Presseverlautbarung hatten die Ruttmanns behauptet, es werde eine Oskalyd-Orgel angeschafft und das alte Instrument von Walcker in Tausch genommen. Tatsächlich aber waren Oskalyd-Orgeln schon seit 1931 nicht mehr erhältlich und Walcker baute für das National-Theater eine klassische Konzertorgel mit 25 Registern und barockem Grundklang, Opus 2717 der Firma. Verwendet wurde dafür das Vorgängerinstrument; von einem kompletten Neubau der Orgel konnte keine Rede sein. Die Orgel wurde von Ralph Philipp Ziegler als kulturgeschichtlich wahrscheinlich interessanteste Orgel der Offenbacher Instrumentengeschichte bezeichnet. Gleichwohl war sie „vermutlich nie mit dem vollen Vermögen ihres künstlerischen Potenzials im Einsatz“.
Den Namen National-Theater übertrug das Ehepaar Ruttmann samt den in Kriegszeiten wohl nicht mehr neu zu kaufenden Leuchtbuchstaben von einem Kino am Großen Biergrund auf sein nun größtes Kino in der ehemaligen Synagoge. Passend zu diesem Namen hatte sich die Stadt Offenbach beim Verkauf des Gebäudes ein Nutzungsrecht gesichert. Zweimal pro Woche nutzte sie das Haus für Theater- und Operngastspiele. Außerdem fanden dort auch nationalsozialistische Kundgebungen statt.
Das National Theater wurde am 25. Oktober 1941 mit dem Film Heimkehr, Das Schicksal der Wolhyniendeutschen eröffnet; am Spieltisch der Orgel saß Willy Keller.
Nach dem Krieg wurde das Theater von der JRSO verwaltet, wohingegen die Ausstattung des Theaters vom Landesamt für Vermögenskontrolle Lina Ruttmann zugesprochen wurde. Diese schloss am 3. Dezember 1949 mit der Vereinten Protestantisch-Evangelischen Kirchengemeinde Offenbach einen Vertrag über den Verkauf der Orgel ab, deren Umbau im Jahr 1941 insgesamt 10.700 Reichsmark gekostet hatte. 1949 erhielt Lina Ruttmann 13.000 DM für das Instrument, das in die Evangelische Stadtkirche eingebaut werden sollte. Bald stellte sich jedoch heraus, dass die Orgel in dem Zustand, in dem sie übernommen worden war, für diese Kirche ungeeignet war. In den 1950er Jahren nahm die Werkstatt Förster & Nicolaus einen Umbau vor, bei dem aber zahlreiche Pfeifenreihen aus der alten Orgel übernommen wurden, zum größten Teil solche, die schon Bestandteil der ersten Synagogenorgel von 1916 gewesen waren.
Den Spieltisch, die Hebebühne und die Lichtanlage behielt Lina Ruttmann beim Verkauf der Orgel und brachte sie im Palast-Theater unter. An der Stelle, an der sich in der einstigen Synagoge die Orgel befunden hatte, wurde nun eine Wandverkleidung mit Rautenmuster eingesetzt.
Für die durch die Shoah sehr klein gewordene Gemeinde war das Bauwerk nicht mehr sinnvoll nutzbar. So wurde es in der Treuhänderschaft der Stadt Offenbach weiter als Theater bespielt und 1954 von der Stadt erworben. Das Theater an der Goethestraße, wie es sich nun nannte, behielt viele Gestaltungsmerkmale des Ruttmann’schen Kinos bei, insbesondere das markante Rautenmuster an Wänden und Decken. Das Haus besaß kein festes Ensemble, sondern war immer Gastspieltheater. Es galt als eines der aktivsten Theater seiner Zeit in Deutschland.
Der Komplex wurde mit der Zeit baufällig. Schließlich war die Heizung im Großen Saal irreparabel defekt, weshalb die Zuschauer nur noch auf der Seitenbühne untergebracht werden konnten. Ab 1994 verpachtete die Stadt Offenbach das Haus als Musicaltheater an die Peter Rieger Theater GmbH, woraufhin es während eines sechsmonatigen Umbaus aufwändig renoviert wurde (Umbaubeginn 17. Oktober 1994). Das Musicaltheater, 1995 mit einer Inszenierung der Musical-Version der Rockoper Tommy von The Who eröffnet, konnte sich jedoch nicht halten und musste schon nach 13 Monaten wieder geschlossen werden. 1998 übernahm die Entertainment Center Rhein Main GmbH das Haus. Sie ließ es zum Multifunktionshaus umbauen und durch Jean-Pierre Heim im Stil des frühen 20. Jahrhunderts ausstatten. Zunächst war geplant gewesen, den Blick in die Kuppel der einstigen Synagoge wieder zu öffnen; dies unterblieb aber aus akustischen Gründen.

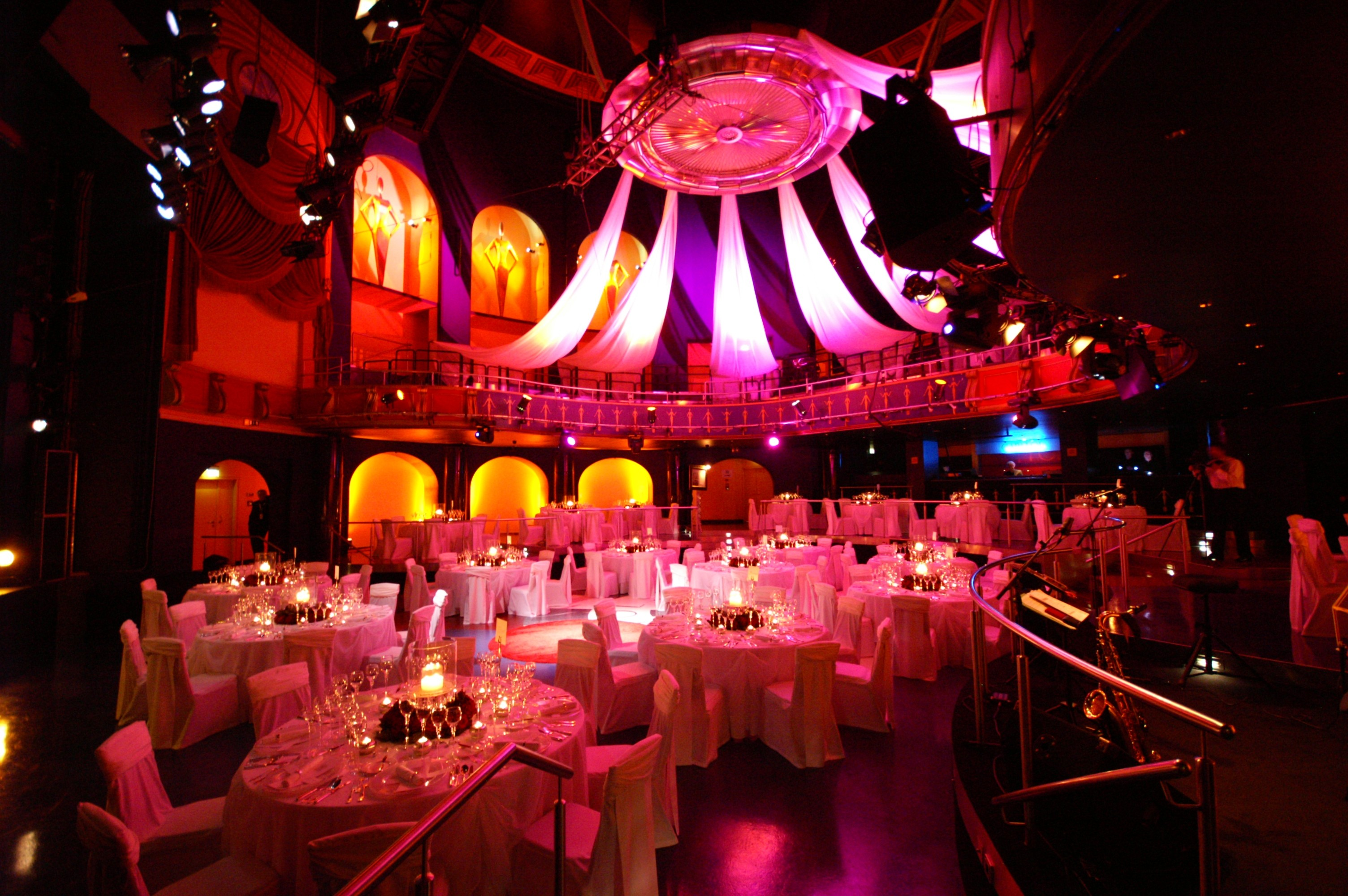
Bankettveranstaltung im Saal

Im Oktober 1998 wurde das umgestaltete Gebäude unter dem Namen „Capitol“ als Veranstaltungshalle wiedereröffnet. Seit 2002 wird es von der Gemeinnützigen Baugesellschaft Offenbach (GBO) und dem Event Center Offenbach (ECO) betrieben. GBO und ECO schlossen 2005 einen Vertrag mit der Neuen Philharmonie Frankfurt ab, die seitdem ihren Sitz im Capitol hatte. Nach Aufspaltung des Orchesters ist seit 2019 das neugegründete Capitol Symphonie Orchester im Capitol beheimatet.
Es dient heute vorwiegend dem Theater, Konzerten, anderen Kulturveranstaltungen und Tagungen. Insgesamt bietet es bis zu 1800 Gästen Platz. Es ist in drei Säle unterteilt und es existiert weiterhin eine Theaterbühne.
In der Capitol Classic Lounge wurde 2012 probeweise eine Orgel mit Hauptwerk-System solistisch eingesetzt, die anschließend durch die Dr.-Marschner-Stiftung finanziert wurde. Hauptwerk ist eine Software, die es ermöglicht, eine virtuelle Orgel zu spielen, die aus Aufnahmen einzelner Pfeifen existierender Orgeln besteht. Für das Offenbacher Exemplar wurde ein Schwesterinstrument der einstigen Synagogenorgel verwendet, die Orgel Opus 1855 von Walcker in der Martinikerk in Doesburg. In Offenbach sind heute auch Register spielbar, die es 1916 beim originalen Instrument der Synagoge noch nicht gab. Kombiniert ist die Software mit einem elektrischen Orgelspieltisch der Werkstatt Johannes Klais Orgelbau aus dem Jahr 1956, der eine MIDI-Schnittstelle erhielt. Der Spieltisch wurde ursprünglich für die Kirche St. Johannes vor dem lateinischen Tore in Troisdorf-Sieglar hergestellt und befand sich seit 2001 im Orgelzentrum Schloss Vally.